# Henry Cantwell Wallace
Pour les articles homonymes, voir Wallace.
Henry Cantwell Wallace, né le 11 mai 1866 à Rock Island (Illinois) et mort le 25 octobre 1924 à Washington (district de Columbia), est un homme politique américain. Membre du Parti républicain, il est secrétaire à l'Agriculture entre 1921 et 1924 dans l'administration du président Warren G. Harding puis dans celle de son successeur Calvin Coolidge.

## Source
- (en) Cet article est partiellement ou en totalité issu de l’article de Wikipédia en anglais intitulé « Henry Cantwell Wallace » (voir la liste des auteurs).